# Valle-Niza
Valle-Niza es una población costera del municipio de Vélez-Málaga, situada a 3 km al este de Benajarafe. Originalmente perteneció a Almayate Alto, pero a principios del siglo XX cambió su denominación.
En esa pedanía se encuentra el Castillo del Marqués, una batería del siglo XVIII con muros de mampostería y sillares, que actualmente es la Escuela de Hostelería. También destaca el complejo arqueológico-monumental de las antiguas Canteras de la Catedral, formado por antiguas viviendas de los operarios de las canteras, hoy convertido en el "Museo de La Piedra".
Posee una iglesia rupestre, de gran importancia histórica, que fue utilizada por eremitas mozárabes entre los siglos VIII y X.
Esta iglesia es conocida entre los habitantes de Valle-Niza como "La Ermita". Se trata de una pequeña capilla donde se encuentra su patrona, La Virgen Inmaculada Concepción. Todos los años, el 6 de diciembre se celebra una Romería en honor a ella. Los vecinos se reúnen y llevan a la Virgen en procesión. Durante su recorrido visita las casas de algunos vecinos y las bendice para que las proteja durante todo el año.
En Valle-Niza también hay muchos cultivos a la vez que invernaderos.Hay una gran plantación de mangos y aguacates, cada día ves más árboles sembrados en las terreras.
En este pueblo hay una iglesia antigua en la que ahora la llaman la Ermita alta. También hay un colegio que ya no sigue en funcionamiento y cada año eligen a un mayordomo para que organice las fiestas de este gran pueblo. En la mayoría del terreno de Valle-Niza hay una gran plantación de aguacates y mangos ya que estas tierras son las mejores para estos árboles, aunque también hay otras plantaciones características como puede ser las los calabacinos, tomates, etc. Por lo que la mayoría de las personas que viven son agricultores, e incluso a la misma vez ganaderos como por ejemplo de gallinas, cerdos, cabras, etc. A finales de año celebran la feria de la Ermita Alta en el que van grupos o cantantes famosos, hay carreras de cintas con los caballos y en la que van muchos vecinos con sus mulos llevando carros normalmente muy bien lucidos
En la parte sur de Valle-Niza nos encontramos con las Canteras de Valle-Niza. En estas canteras vivían los trabajadores realizando cerca de ésta agujeros en la cantera en la que dormían ellos y hacían una vida normal después de trabajar. De estas canteras se extrajo la piedra arenisca para construir la Catedral de Málaga llamada la Manquita. Ahora estas canteras las utilizan para visitas turísticas ya que son impresionantes dentro de estas canteras en la que por la oscuridad que hay dentro de ellas durante todo el año te puedes encontrar animales como pueden ser serpientes, murciélagos, etc.  
Al sur de Valle-Niza encontramos la Torre del Jaral usada antiguamente por los cristianos para defenderse de la plaga de los piratas berberiscos: en estas torres había vigías que cuando veían barcos musulmanes avisaban para pedir refuerzos. 
También nos encontramos con el Castillo del Marqués donde antiguamente se usaba como lo que es un castillo pero ahora se utiliza para aquellas personas que quieran dedicarse a la hostelería. Antes en la zona de la costa no había apenas casas y pasaba el ferrocarril Màlaga-Vélez, que se desmanteló en 1968 y el apeadero de Valle-Niza fue destruido por un temporal. Por último destacar que hay situado en Valle-Niza un camping y que las playas de Valle-Niza son unas playas preciosas, rocosas en la que hay mucha vida marina y en la que siempre tiene en verano una gran ocupación extranjera principalmente.
Su festividad se celebra cada 8 de diciembre en honor a la Inmaculada Concepción.